# ولیکا گستیلیا
ولیکا گستیلجا (به لاتین: Velika Gostilja) یک منطقهٔ مسکونی در بوسنی و هرزگوین است که در ویشه‌گراد واقع شده‌است.